# Jaroslav Meduna
Jaroslav Meduna (* 1951 Mutěnice) je bývalý československý zápasník – klasik.

## Sportovní kariéra
Zápasení se věnoval od 10 let v rodných Mutěnicích. Ve 14 letech přestoupil do Hodonína do klubu TJ Slovan. V letech 1970-1971 plnil vojenskou službu v Trenčíně a zároveň se připravoval v armádním tréninkovém středisku Dukly pod vedením Josefa Koláře. Do Dukly Trenčín později přestoupil a v roce 1975 se prosadil do československé reprezentace klasiků v pérové váze do 62 kg. V roce 1976 však nebyl vybrán do československé olympijské nominace na olympijské hry v Montreálu. V témže roce se narodil jeho syn Roman a dokončoval studium na univerzitě. Sportovní kariéru ukončil v roce 1980. Věnoval se trenérské a funkcionářské práci.

### Výsledky v zápasu řecko-římském
| Turnaj             | 1975 | 1976 | 1977 |
| Turnaj             | 24   | 25   | 26   |
| Turnaj             | –62  | –62  | –62  |
| ------------------ | ---- | ---- | ---- |
| Olympijské hry     |      | —    |      |
| Mistrovství světa  | 4.   |      | úč.  |
| Mistrovství Evropy | 4.   | úč.  | —    |

## Trenérská a funkcionářská kariéra
V osmdesátých letech působil jako mladší trenér v ASVŠ Dukle Trenčín. K jeho nejznámějším svěřencům patřil Dušan Masár.
V roce 1990 převzal po odvolaném Petru Kmentovi funkci předsedy Československého svazu zápasu.
Po zániku Československa v roce 1993 působil jako trenér v Dukle a slovenské reprezentaci. Jeho syn Roman Meduna patřil k dlouholetým reprezentantům Slovenska.